# Bugula aperta
Bugula aperta är en mossdjursart som först beskrevs av Walter Douglas Hincks 1886.  Bugula aperta ingår i släktet Bugula och familjen Bugulidae. Inga underarter finns listade i Catalogue of Life.